# ICN Business School
Az ICN Business School egy európai felsőoktatási intézmény, amely az üzleti tudományok terén nyújt posztgraduális képzést. 1905-ben alapították. Négy campusa van, La Défenseben, Nancyban, Berlinben és Nürnbergban.
2019-ben az ICN a Financial Times rangsora szerint a legjobb 69 európai üzleti iskola között szerepelt.
Az iskola programjai AMBA, EQUIS és AACSB hármas akkreditációval rendelkeznek. Az intézmény legismertebb végzősei közé olyan személyiségek tartoznak, mint Nicolas Thévenin (francia katolikus érsek) és Masséré Touré (elefántcsontparti politikus).